# ساداکو یامامورا
ساداکو یامامورا (انگلیسی: Sadako Yamamura) آنتاگونیست اصلی مجموعه رمان حلقه نوشته کوجی سوزوکی و مجموعه فیلم‌های همنام آن است. او یک روح است که در جوانی به قتل رسیده و در چاه انداخته شده و می‌خواهد انتقام بگیرد. ظاهر یامامورا یک لباس سفید ساده با موهای بلند مشکی است که صورتش با آن پنهان شده و قدرت او، ایجاد یک نوار ویدئویی نفرین شده است. هر کس نوار یامامورا را تماشا کند توسط او تسخیر می‌شود و دقیقاً یک هفته بعد می‌میرد مگر اینکه نوار کپی شده و به شخص دیگری نشان داده شود، که سپس باید همان روند تکرار شود.
ساداکو یامامورا و نسخه آمریکایی او در بین شخصیت‌های ترسناک محبوب هستند و در فرهنگ عامه، ظاهر ارواح با ظاهر دختران رنگ پریده با موهای تیره بلند معروف شده است.